# Gmina Góra Świętej Małgorzaty
Die Gmina Góra Świętej Małgorzaty ist eine Landgemeinde im Powiat Łęczycki der Woiwodschaft Łódź, Polen. Ihr Sitz befindet sich im Dorf Góra Świętej Małgorzaty (deutsch Gora sw. Malgorzaty, 1943–1945 Margretenberg)

## Gliederung
Zur Landgemeinde Góra Świętej Małgorzaty gehören 20 Orte mit einem Schulzenamt:
| Ambrożew Bogdańczew Bryski Bryski-Kolonia Czarnopole Góra Świętej Małgorzaty Karsznice | Kosin Marynki Mętlew Moraków Nowy Gaj Orszewice Podgórzyce | Rogulice Sługi Stawy Tum Witaszewice Zagaj |

Weitere Ortschaften der Gemeinde sind Gaj, Głupiejew, Janów, Konstancin, Kosiorów, Kwiatkówek, Łętków, Maciejów, Mierczyn und Stary Gaj.